# Liste der Thüringer Denkmale für Opfer der SED-Diktatur
Diese Liste der Denkmale für Opfer der SED-Diktatur in Thüringen verzeichnet die Denkmale und Erinnerungsorte an Opfer der sowjetischen Besatzung und der SED-Diktatur und den Widerstand in Thüringen.

## Liste
| Bild         | Ort                           | Kurzbeschreibung | Standort                                                                                                  | Bemerkung | Zuordnung                         |
| ------------ | ----------------------------- | --- | --- | --- | --------------------------------- |
|              | Altenburg                     | Gedenkstein für die Altenburger Gruppe | Hospitalplatz                                                                                             | | Stalinismus                       |
| Bild gesucht | Altenburg                     | Gedenktafel und Gedenkstein für die vom NKWD verurteilten Schüler und Lehrer | Friedrichgymnasium (Altenburg), Geraer Straße 33                                                          | | Stalinismus                       |
| Bild gesucht | Andenhausen                   | Gedenksteine zur Erinnerung an die Grenze und die Grenzöffnung am 27. November 1989 | Straße zwischen Andenhausen und Theobaldshof                                                              | Auf zwei Steinen Metalltafeln „Grenzanlagen – 1961 bis 1989 –“ und „Zur Erinnerung an / die 1. Grenzöffnung / am 27. November 1989 / Andenhausen - / Theobaldshof“ | Grenze                            |
|              | Apolda                        | Gedenkstein für die vom NKWD verhafteten bzw. ermordeten Jugendlichen | Jenaer Str. 8                                                                                             | | Stalinismus                       |
|              | Arnstadt                      | Gedenkstein Friedliche Revolution erinnert an die erste Thüringer Demonstration aufgrund des Flugblattes von Günther Sattler am 30. Oktober 1989 | Holzmarkt                                                                                                 | Auf dem Gedenkstein ist ein Auszug aus dem Flugblatt zu lesen: was für ein leben?/ wo die wahrheit zur lüge wird,/wo der falsche das zepter führt.//was für ein leben?/wo die freiheit tot geboren,/wo schon scheint alles verloren.//was für ein leben?/wo alle männer regieren,/wo noch menschen an grenzen krepieren.//was für ein leben?/wo die angst den alltag bestimmt,/wo das ende kein ende nimmt.                                                                                               | Befreiung                         |
|              | Arnstadt                      | Gedenkstein „Den Opfern kommunistischer Gewalt 1945–1989“ | Rosenstraße/Pfortenstraße                                                                                 | | Allgemein                         |
|              | Asbach-Sickenberg             | Grenzmuseum Schifflersgrund | | | Grenze                            |
| Bild gesucht | Asbach-Sickenberg             | Hölzernes Gedenkkreuz für Heinz-Josef Große mit Inschrift „Einigkeit – Recht – Freiheit“ | Straße zwischen Bad Sooden-Allendorf und Sickenberg                                                       | Juni 2016 zerstört | Grenze                            |
| Bild gesucht | Asbach-Sickenberg             | Zwei Mauersegmente | vor der Hessenhalle (Grenzmuseum)                                                                         | zum Gedenken an alle Opfer des „Eisernen Vorhangs“ | Grenze                            |
| Bild gesucht | Asbach-Sickenberg             | 26 Stelen als Flammen | im Museum                                                                                                 | Holzkünstler Sebastian Seiffert zum Gedenken an 26 an der ehemaligen Grenze zwischen Hessen und Thüringen (2009) | Grenze                            |
| Bild gesucht | Bad Langensalza               | Gedenktafel für die Opfer von 1945 bis 1989 | Travertinstr. 4                                                                                           | | Allgemein                         |
| Bild gesucht | Bad Langensalza               | Gedenkstein für die Opfer jeglicher Gewaltherrschaft | Hauptfriedhof, Im Jacobifeld 3                                                                            | | Allgemein                         |
|              | Behrungen                     | Gedenkstein Minenfund | | 2001 | Grenze                            |
|              | Behrungen                     | Mahnmal Deutsch-Deutsche Geschichte | Weg zwischen Rappershausen und Behrungen                                                                  | Deutsches Kuratorium zur Förderung von Wissenschaft, Bildung und Kultur e.V. und Stiftung Deutsche Jugend – Grenzlandfonds | Grenze                            |
|              | Berka/Werra                   | Gedenktafel für die Ausgesiedelten von Gasteroda | | | Zwangsaussiedlung                 |
|              | Berkach                       | Gedenktafel für die Zwangsausgesiedelten, siehe auch Deutsch-deutsches Freilandmuseum und Grenzdenkmal Berkach | Bürgerhaus Berkach, 98631 Grabfeld                                                                        | „Zum Gedenken/Aus der Gemeinde Berkach/wurden/am 5. Juni 1952/43 Erwachsene u. 29 Kinder/zwangsausgesiedelt/Die Gemeinde Berkach“ | Zwangsaussiedlung, Grenze         |
|              | Billmuthausen                 | Gedenkstätte Billmuthausen | im Heldburger Land gelegen zwischen Bad Colberg und Gauerstadt bzw. Heldburg und Gauerstadt an der Rodach | | Grenze                            |
|              | Wüstung Billmuthausen         | Gedenkstein, Kreuz und Kapelle | auf dem Friedhof                                                                                          | Mühlstein mit Erinnerungstafel Hier stand von 1340 bis 1978 das Dorf Billmuthausen. 1978 zerstört, die Einwohner vertrieben, Holzkreuz, Gedächtniskapelle in Erinnerung an die geschliffene Kirche | Zwangsaussiedlung                 |
|              | Blankenberg                   | Gedenktafel „zum Gedenken an alle Opfer der Zwangsaussiedlungen. 1952 'Ungeziefer' und 1961 'Kornblume', die über Nacht aus der Gemeinde Blankenberg deportiert wurden“ | Hauptstraße 9                                                                                             | 2014 Das Mahnmal besteht aus Granitblöcken vom einstigen Blankenberger Schloss. Die Stelen stammen vom Abrissmaterial des Gasthofes, dessen ehemaliger Inhaber Zwangsausgesiedelt wurde. | Zwangsaussiedlung                 |
|              | Bornhagen                     | Gedenkstein zur deutschen Einheit | an der Burg Hanstein                                                                                      | | Grenze                            |
|              | Spechtsbrunn                  | Hinweistafel und Schutzhütte an der Wüstung Christiansgrün | an der Kreisstraße von Spechtsbrunn und Tettau                                                            | | Grenze                            |
|              | Eisenach                      | Gedenktafel für 33 Jugendliche, die Opfer des NKWD wurden | Ehemaliges Gebäude III des Ernst-Abbe-Gymnasiums, Theaterplatz                                            | | Stalinismus                       |
|              | Eisenach                      | Gedenktafel an der ehemaligen Kreisdienststelle des MfS | Musikschule „Johann Sebastian Bach“, Kurstraße 1                                                          | | Friedliche Revolution             |
|              | Eisenberg                     | Gedenktafel für den Eisenberger Kreis | Friedrich-Schiller-Gymnasium, Schillerstraße 1                                                            | | Befreiung/Widerstand              |
|              | Eisfeld                       | Gedenkstätte zur Innerdeutschen Grenze | Ehemaliger Grenzübergang B 4 Ortsausgang Eisfeld Richtung Rottenbach                                      | | Grenze                            |
|              | Erfurt                        | Bundesbeauftragter für die Stasi-Unterlagen / Außenstelle Erfurt: Archiv, Informations- und Dokumentationszentrum | Petersberg Haus 19                                                                                        | |                                   |
|              | Erfurt                        | Gedenk- und Bildungsstätte Andreasstraße und Gedenktafel am ehemaligen „Freihof“ der Stasi-U-Haft Andreasstraße und Freihofinstallation | Andreasstraße 37a                                                                                         | |                                   |
|              | Erfurt                        | Gedenktafel am Eingang der Gedenk- und Bildungsstätte Andreasstraße | Andreasstraße 37a                                                                                         | Hier wird jährlich am 17. Juni der Opfer der kommunistischen Diktatur gedacht. |                                   |
|              | Erfurt                        | Gedenktafel am Eingang der ehemaligen MfS-Bezirksverwaltung (heute Polizeidirektion) | Andreasstraße 38                                                                                          | Am 4. Dezember wird hier an die erste Stasi-Besetzung in der DDR mit einem Festakt gedacht. |                                   |
|              | Erfurt                        | Gedenktafel für die Opfer des NKWD und der Staatssicherheit | Alfred-Hess-Straße 24a                                                                                    | |                                   |
|              | Erfurt                        | Relief-Bronzetafeln für Ricarda Huch, Hermann Becker (LDPD), Hermann Brill (SPD) und Hugo Dornhofer (CDU) im Thüringer Landtag | Jürgen-Fuchs-Str. 1                                                                                       | |                                   |
|              | Erfurt                        | Denkmal „Berliner Mauer“ | Werner-Seelenbinder-Straße 5–8                                                                            | Betonfragment der Berliner Mauer |                                   |
|              | Erfurt                        | Willy-Brandt-Denkmal | Willy-Brandt-Platz 1                                                                                      | Gedenktafel, Gedenkzimmer und Leuchtschrift |                                   |
|              | Erfurt-Rohda (Haarberg)       | Denkmal für Opfer der Zwangskollektivierung und -ausweisungen | Rohda, Kirchgraben                                                                                        | Gedenkstein |                                   |
|              | Erfurt-Schmira                | Gedenktafel Opfer der Weltkriege und „Sowjet KZ Buchenwald“ | Kirche St. Nikolaus                                                                                       | am 18. September 2017: nicht existent | Stalinismus                       |
|              | Erlebach                      | Informationstafel zur Erinnerung an das Dorf Erlebach | „Wüstungsflur“ auf der Höhe zwischen den Orten Ummerstadt und Lindenau                                    | Ort der letzten Aussiedlung aus dem DDR-Grenzgebiet 1986 |                                   |
|              | Faulungen                     | Gedenkstein für Opfer der Weltkriege und „aller Opfer der ungerechten Gewalt“ | | 1998 | Allgemein                         |
|              | Föritz                        | Gedenktafel Wüstung Liebau und Gedenktafel Wüstung Kaulsroth | | | Zwangsaussiedlung                 |
|              | Föritz                        | Gedenkstein Grenzöffnung | bei der Massemühle zwischen Heubisch und Neustadt bei Coburg                                              | | Grenze                            |
|              | Frankenheim/Rhön              | Gedenktafel zur Erinnerung an die „Sophienhöhe“ | Straße zwischen Frankenheim und Leubach                                                                   | |                                   |
|              | Frankenblick                  | Gedenkstein Wüstung Korberoth | Weg zwischen Effelder-Rauenstein und Rückerswind                                                          | |                                   |
|              | Geisa                         | Point Alpha Gedenkstätte und Museum | | |                                   |
|              | Geisa                         | Weg der Hoffnung | | Im Bild: 7. Station Gewalt – Jesus stürzt das 2. Mal |                                   |
|              | Geisa-Walkes                  | Gedenkstein für den geschleiften Seeleshof | OT Walkes                                                                                                 | |                                   |
|              | Geisa-Ketten                  | Gedenkstein zur deutschen Einheit | Gotthardser Straße, OT Ketten                                                                             | | Grenze                            |
|              | Geisa-Spahl                   | Gedenkkreuz zur deutschen Einheit | Reinhardser Straße, Geisa/OT Spahl                                                                        | |                                   |
|              | Geismar                       | Eichsfelder Kreuz und Kapelle der deutschen Einheit | Unterhalb des Hülfensberges an der Kreisstraße K13/K115 zwischen Wanfried und Döringsdorf                 | |                                   |
|              | Gera                          | Bundesbeauftragter für die Stasi-Unterlagen / Außenstelle Gera: Archiv, Informations- und Dokumentationszentrum | Herman-Drechsler-Straße 1                                                                                 | |                                   |
|              | Gera                          | Gedenkstätte Amthordurchgang | Amthordurchgang 9                                                                                         | |                                   |
|              | Gera                          | Gedenkplatte zum 17. Juni 1953 | Landgericht, Amthorstraße 1                                                                               | Gedenkstätte Amthordurchgang Juni 2006 |                                   |
|              | Gera                          | Gedenktafel für Matthias Domaschk | Amthordurchgang 5                                                                                         | |                                   |
|              | Gera                          | Denkmal für die Opfer politischer Gewaltherrschaft | Rudolf-Diener-Str.                                                                                        | Matthias von Hintzenstern 2007 Gedenkstätte Amthordurchgang |                                   |
|              | Gerstungen                    | Werratalmuseum | Sophienstr. 4                                                                                             | |                                   |
|              | Glasehausen                   | Gedenkstein Teilung und Grenzöffnung | Straße zwischen Glasehausen und Weißenborn                                                                | |                                   |
|              | Gotha                         | Gedenktafel für die Opfer der kommunistischen Gewaltherrschaft | Helenenstraße 4                                                                                           | |                                   |
|              | Gotha                         | Gedenktafel für Kurt W. Streubel (1921–2002) | Hauptmarkt 14 (Hausflur)                                                                                  | |                                   |
|              | Gotha                         | Gedenktafel für Willy Brandt „Jetzt wächst zusammen, was zusammen gehört.“ – 27. Januar 1990 | Hauptmarkt, an der "Pferdetränke" im oberen Hauptmarktbereich                                             | |                                   |
|              | Grabfeld/OT Nordheim          | Gedenktafel für die Opfer der Zwangsaussiedlung | Rathaus, Hauptstraße 26                                                                                   | 2012 Erinnerung an 68 Zwangsausgesiedelte Mitbürger 1952 und 1961 | Zwangsaussiedlung                 |
|              | Gräfenthal                    | Grenz- und Heimatmuseum | Obere Coburger Straße 15                                                                                  | | Grenze, Flucht, Zwangsaussiedlung |
|              | Greiz                         | Gedenkplatte an die erste genehmigte Demonstration der friedlichen Revolution „28. Oktober 1989“ | Kirchplatz                                                                                                | 2009 | Befreiung                         |
|              | Greußen                       | Gedenkstein für die „Greußener Jungs“ | Bahnhofstraße, vor der Oberschule                                                                         | | Stalinismus                       |
|              | Großensee                     | Reste der Grenzbefestigung (Mauer, Streckmetallzaun, Grenzsäule) | Straße zwischen Großensee und Kleinensee                                                                  | | Grenze                            |
|              | Heilbad Heiligenstadt         | Einheitsdenkmal | Friedensplatz                                                                                             | |                                   |
|              | Heilbad Heiligenstadt         | Gedenktafel für Hugo Dornhofer am ehemaligen Wohnhaus | Holzweg 10                                                                                                | |                                   |
|              | Heilbad Heiligenstadt         | Informations- und Dokumentationsstelle „Westblick“ | | | Grenze, Flucht                    |
|              | Henneberg                     | Nationaldenkmal Skulpturenpark Deutsche Einheit | Ehemaliger Grenzübergang zwischen Henneberg und Eußenhausen an der Bundesstraße 19                        | |                                   |
|              | Henneberg                     | Mahnmal alter Grenzwachturm | | |                                   |
|              | Hirschberg Gemarkung Dornholz | Informationstafel 2016 | am Kammwanderweg zwischen Juchhöh und Töpen                                                               | Dornholz wurde durch Zwangsaussiedlung 1965 zur Wüstung | Zwangsaussiedlung                 |
|              | Hohndorf                      | Gedenkstein für die Opfer des Stalinismus | Am Ehrenmal für die Gefallenen der Kriege in der Gemeinde Stadt Elsterberg                                | | Stalinismus                       |
|              | Ichtershausen                 | Ehemaliges Jugendhaus bzw. DDR-Jugendhaftanstalt | Klosterstraße 7, Ichtershausen                                                                            | |                                   |
|              | Ifta                          | Baumkreuz entlang der B 7 bzw. alter Grenzstreifen | | |                                   |
|              | Ilmenau                       | Gedenktafel zur friedlichen Revolution | Naumannstraße 22                                                                                          | |                                   |
|              | Ilmenau                       | Denkmal für die Opfer der Diktatur von 1945 bis 1989 und zur Erinnerung an die friedliche Revolution | Kirchplatz                                                                                                | |                                   |
|              | Jena                          | Denkmal für die Verfolgten 1945–1989 | Gerbergasse 18                                                                                            | |                                   |
|              | Jena                          | Gedenktafel für die Opfer politischer Unterdrückung an der Friedrich-Schiller-Universität | Universitätshauptgebäude, Fürstengraben                                                                   | |                                   |
|              | Jena                          | Holzplastik zum Gedenken an die Opfer des 17. Juni 1953 | Rathausarkade, Markt 1                                                                                    | |                                   |
|              | Jena                          | Gedenktafel für die Opfer des 17. Juni | Holzmarkt                                                                                                 | |                                   |
|              | Jena                          | Gedenktafel für Jürgen Fuchs | Lutherstraße 25                                                                                           | |                                   |
|              | Jena                          | Ehrengrab Matthias Domaschk | Nordfriedhof                                                                                              | |                                   |
|              | Jena                          | Gedenktafel „Physikerball“ | vor dem Hörsaal 1, Max-Wien-Platz 1                                                                       | | Widerstand                        |
|              | Judenbach                     | Gedenkstätte Heinersdorf-Welitsch | Welitscher Straße 17                                                                                      | | Grenze                            |
|              | Kella                         | Kreuzweg und Kapelle zum Heiligen Kreuz | am Hang der Gobert                                                                                        | | Grenze                            |
|              | Kella                         | Stelen „Ferne sucht Nähe“ (Hans Lamb) | Straße zwischen Kella und Meinhard-Braunrod                                                               | | Grenze                            |
|              | Kirchgandern                  | Magdalenen-Kapelle | Im Wald zwischen Reifenhausen und Kirchgandern                                                            | Kapelle war im Sperrgebiet verfallen und wurde wiedererrichtet | Grenze                            |
|              | Krauthausen                   | Gedenkstein zur Grenzöffnung 20.11.1989/23.12.1989 | Ortsausgang Richtung Willershausen, Krauthausen/OT Pferdsdorf                                             | | Grenze                            |
|              | Küllstedt                     | Gedenkstein zur Erinnerung an sieben Einwohner aus Küllstedt | Küllstedter Friedhof                                                                                      | | Stalinismus                       |
|              | Leitenhausen                  | Wüstung Gedenkstein | | | Grenze                            |
|              | Meiningen                     | Gedenkstein für Häftlinge der sowjetischen Militärjustiz | Parkfriedhof, Am Steinernen Berg 7                                                                        | | Stalinismus                       |
|              | Meiningen                     | Gedenkstein für die friedliche Revolution „Das Licht kam aus der Kirche“ | An der Stadtkirche                                                                                        | | Befreiung                         |
|              | Meiningen                     | Gedenktafel am Pfarrhaus zur Erinnerung an den Gesprächskreis für Frieden und Ökologie ab 1983 | Am mittleren Rasen 6                                                                                      | | Befreiung                         |
|              | Meuselwitz                    | Gedenkstein für die Opfer der kommunistischen Diktatur | | | Stalinismus                       |
|              | Mühlhausen                    | Gedenktafel an der ehemaligen NKWD-Zentrale | Untermarkt 13                                                                                             | | Stalinismus                       |
|              | Mühlhausen                    | Gedenktafel für die Opfer des sowjetischen Geheimdienstes NKWD. | Untermarkt 17                                                                                             | | Stalinismus                       |
|              | Mühlhausen                    | Gedenkanlage zur Stadtgeschichte u. a. Oberbürgermeister Hellmut Neumann und die Friedliche Revolution | Untermarkt                                                                                                | |                                   |
|              | Nordhausen                    | Gedenktafel Otto Reckstat | Otto-Reckstat-Brücke                                                                                      | |                                   |
|              | Nordhausen                    | Mahnstein gegen die Teilung Deutschlands | Alexander-Puschkin-Straße 31                                                                              | | Grenze                            |
|              | Obergebra                     | Gedenkstein für Ernst Wilhelm und Johann Muras | Friedhof                                                                                                  | |                                   |
|              | Oberweid                      | Gedenktafel zur Erinnerung an das geschleifte Dorf Anzenhof. | Wanderweg zwischen Oberweid und Simmershausen                                                             | „Seit über 400 Jahren standen hier die / Gehöfte des Anzenhofes und hinten / am ,Höhl' die Anwesen der Ziegelhütte. / Sie überstanden hennebergische und / tännische Zeiten, überlebten das / Großherzogtum Sachsen-Weimar und / das Land Thüringen. Ihr Todesurteil / sprach der SED-Staat. 1970 fiel die / Ziegelhütte und 1975 wurde der / Anzenhof abgerissen und eingeebnet. / Hauptvorstand des Rhönklubs“ (1999)                                                                                   | Grenze                            |
|              | Oberweid                      | Denkmal zur Erinnerung an die Grenzöffnung von Waldo Dörsch | Straße nach Simmern                                                                                       | | Grenze                            |
|              | Pottiga                       | Gedenkstein zur Erinnerung an die Zwangsaussiedlung von 63 Bürgern | Schulstraße 4                                                                                             | "Gedenkstein Für die 63 betroffenen Pottigaer Einwohner, die 1952 unter dem Decknamen „Ungeziefer“ und 1961 unter dem Decknamen „Kornblume“ als politische Opfer zu Unrecht in Nacht- und Nebelaktionen zwangsumgesiedelt wurden." Einweihung 18.11.2017 | Zwangsaussiedlung                 |
|              | Probstzella                   | DDR-Grenzbahnhof | | | Grenze, Zwangsaussiedlung         |
|              | Probstzella                   | Grenzturm am Hopfsberg. mit der Ausstellung „Täter, Opfer, Mitläufer“ | | | Grenze                            |
|              | Rieth                         | Gedenkstein zur Mahnung an die Teilung Deutschlands | | | Grenze                            |
|              | Rhönblick                     | Gedenktafel für geschleiften Ort Gereuthof | | | Grenze                            |
|              | Rhönblick                     | Gedenktafel für das geschleifte Dorf Schmerbach | Nähe Friedensweg zwischen Helmershausen (Thüringen) und Willmars (Bayern)                                 | | Grenze                            |
|              | Bettenhausen (Rhönblick)      | Gedenktafel für die Opfer der Zwangsaussiedlung | Hauptstraße, Brücke über den Fluss Herps                                                                  | „Zur bleibenden Erinnerung/sei der fünfzehn Bettenhäuser Familien gedacht,/die am 5. Juni 1952 auf Betreiben und in Verantwortung des SED-Regimes/im Rahmen der so genannten ,Aktion Ungeziefer‘ schuldlos und mit brutaler Waffengewalt innerhalb/weniger Stunden von Haus, Hof und der Heimat vertrieben wurden.“ | Zwangsaussiedlung                 |
|              | Rudolstadt                    | Gedenktafel „Den Opfern der innerdeutschen Grenze“ | Mörlaer Straße 2 / Bayreuther Platz                                                                       | Anstelle eines DDR-Gedenksteins für einen DDR-Grenzoffizier am früheren Stabsgebäude der Grenztruppen, wurde am 2. Oktober 1995 dieser Gedenkstein gesetzt. Im Oktober 2009 wurde der Stein umgesetzt an den heutigen Standort. | Grenze                            |
|              | Ruhla                         | Findling mit Gedenktafel zum Tag der deutschen Einheit | Untere Lindenstraße/Friedensplatz                                                                         | |                                   |
|              | Saalfeld                      | Gedenktafel am und Gedenkzelle im ehemaligen NKWD-Gefängnis „Hutschachtel“ | Rathaushof, Markt 1                                                                                       | |                                   |
|              | Schalkau                      | Grenzdenkmal Görsdorf | Görsdorf (Schalkau), Nr. 14                                                                               | | Grenze                            |
|              | Schleid                       | Gedenktafel zur Erinnerung der früheren Dorfstelle Langwinden. | Ulstertalweg, Motzlar                                                                                     | | Grenze                            |
|              | Schmalkalden                  | Gedenktafel für die Opfer des sowjetischen Geheimdienstes NKWD | Amtsgericht Schmalkalden, Hoffnung 30                                                                     | |                                   |
|              | Schwabhausen                  | Gedenktafel für Dorfbewohner, die Opfer „in der Nachkriegszeit durch Tyrannei“ wurden | Kirche St. Trinitatis, Kirchberg                                                                          | (am 14. September 2017: Nicht existent) |                                   |
|              | Schwickershausen (Grabfeld)   | Gedenkstein zur Erinnerung an die Zwangsaussiedlung von 37 Bürgern am 5. Juni 1952 | Am Kirchplatz                                                                                             | 2019 | Zwangsaussiedlung                 |
|              | Selka                         | Zwei Gedenktafeln für die Opfer der Weltkriege, der Verfolgungen und der Vertreibungen im 20. Jahrhundert „Lassen wir uns nicht hineintreiben in Feindschaft und Hass. Lernen wir, miteinander zu leben, nicht gegeneinander. Ehren wir die Freiheit. Arbeiten wir für den Frieden. Halten wir uns an das Recht.“ | Selkaer Kirche, Schmölln                                                                                  | 2015 |                                   |
|              | Siemerode                     | Gedenkstein Grenzöffnung 20. Januar 1990 | Straße zwischen Siemerode und Weißenborn                                                                  | | Grenze                            |
|              | Silberhausen                  | Denkmal „Berliner Mauer“ | Dorfanger                                                                                                 | | Grenze                            |
|              | Stedtfeld                     | Gedenktafel für das ehemalige Grenztor am Rennsteig | Rangenhof, Am Rennsteig                                                                                   | |                                   |
|              | Sonneberg                     | Gedenktafel „DEN OPFERN STALINISTISCHER WILLKÜR U POLITISCHER VERFOLGUNG VON 1945–1989 IM KREIS SONNEBERG ZUM GEDENKEN“ | Evangelische Kirche St. Aegidien, an der Wehrmauer, Oberlind (Sonneberg)                                  | Gedenkakt mit Angehörigen zum Volkstrauertag, Literatur: I.E.Wolf (Hg.): unschuldig … überlebt in den Speziallagern des NKWD, 2004 | Stalinismus                       |
|              | Sonneberg                     | Gedenktafel „Den Opfern der Zwangsaussiedlungen an der innerdeutschen Grenze in der Stadt und im Landkreis Sonneberg 1952 und 1961 In Memoriam allen Opfern des kommunistischen Terrors RESPICE ET HOMINEM TE ESSE MEMENTO“ (dt. Sieh (hin) und denk daran, dass Du ein Mensch bist.)                             | Evangelische Stadtkirche St. Peter                                                                        | 2. Oktober 2001 auf Initiative des OdS mit Elisabeth Freier und Hans Bauer eingeweiht. Im Juni 1952 sollten 985 Bewohner im Landkreis ausgesiedelt werden. Viele flüchteten über die Grenze, einige nahmen sich das Leben. 381 Personen wurden deportiert. Jeweils am 6. Juni findet am Ort eine Gedenkfeier statt. |                                   |
|              | Sonneberg                     | Gedenkkreuz für die Opfer der Teilung Deutschlands | Ortsausgang in Richtung Neustadt bei Coburg                                                               | | Grenze                            |
|              | Sonneberg                     | Grenzdenkmal | zwischen Hönbach und Wildenheid                                                                           | |                                   |
|              | Sonnenstein                   | Friedenseiche und Gedenktafel | Zwischen Zwinge (Sonnenstein) und Brochthausen                                                            | |                                   |
|              | Spechtsbrunn                  | Gedenktafel u. a. für László Balogh und Sieglinde Bunde | auf dem ehemaligen Todesstreifen, ca. 1 Kilometer westlich der Straße Spechtsbrunn-Tettau                 | Tod durch Erschießen bzw. Minenopfer im Jahre 1973; Gedenktafel: 2010 „So mögen Erdenreiche fallen, dein Reich Herr steht in Ewigkeit“ und „Den Opfern von Mauer und Stacheldraht// In diesem Grenzabschnitt starben:/ Herbert Günther †1946 Dieter Fürneisen †1963 / Gerhard Wilhelm Graf †1950 Werner Krause †1964 / Siegfried Neumann †1952 Fritz Zapf †1964 / Max Grübner †1955 / Hans-Adolf Scharf †1966 / Kurt Ebert †1958 Bernhard Sperlich †1971 / Hans-Ullrich Kilian †1963 Laszlo Balogh †1973“ | Grenze, Todesopfer                |
|              | Straufhain                    | Gedenkstein zur Erinnerung an die Zwangsausgesiedelten | Kirchberg Streufdorf                                                                                      | | Zwangsaussiedlung                 |
|              | Straufhain                    | Gedenktafel „Platz des 5. Juni 1952“ | Markt Streufdorf                                                                                          | | Zwangsaussiedlung                 |
|              | Straufhain                    | Zweiländermuseum Rodachtal | neben der Streufdorfer Kirche                                                                             | |                                   |
|              | Suhl                          | Bundesbeauftragter für die Stasi-Unterlagen / Außenstelle Suhl: Archiv, Informations- und Dokumentationszentrum | Weidbergstraße 34                                                                                         | |                                   |
|              | Suhl                          | Gedenktafel zur Erinnerung an die Friedliche Revolution | Hauptkirche St. Marien, Kirchgasse 6                                                                      | | Befreiung                         |
|              | Suhl                          | Informationstafel an der ehemaligen Untersuchungshaftanstalt der Staatssicherheit | Neundorfer Straße 10–12                                                                                   | |                                   |
|              | Teistungen                    | Grenzlandmuseum Eichsfeld | Duderstädter Straße 7–9                                                                                   | | Grenze                            |
|              | Teistungen                    | Mahnmal für die Opfer der innerdeutschen Grenze sowie für die Opfer kommunistischer Gewaltherrschaft | Duderstädter Straße 7–9                                                                                   | |                                   |
|              | Teistungen                    | Dankkreuz zur Deutschen Einheit | Straße zwischen Böseckendorf und Neuendorf (Teistungen)                                                   | |                                   |
|              | Teistungen                    | Zwei Gedenksteine zur Erinnerung an die Massenflucht im Oktober 1961 und Februar 1963 | Ortsausgang Böseckendorf Richtung Immingerode                                                             | „Zur/Erinnerung/an die Flucht/der Bewohner/des Dorfes/im Okt. 1961/und Febr. 1963“ und "Böseckendorf" | Grenze, Flucht, Zwangsaussiedlung |
|              | Teistungen                    | Mahnmal Deutsche Teilung | Straße zwischen Böseckendorf und Nesselröden                                                              | |                                   |
|              | Titschendorf                  | Gedenkstein für „Manfred Smolka / geb. 26.11.1930 / hingerichtet / 12.7.1960“ | | Eingeweiht im Mai 2017. Die vorhergehenden Gedenkkreuze wurde von unbekannt entfernt, daraufhin wurde ein „tonnenschwerer Stein“ gesetzt. |                                   |
|              | Treffurt                      | Erinnerungstafel am Denkmal für die Opfer der beiden Weltkriege | Großburschla Ortsausgang Richtung Werra                                                                   | Unter der Überschrift 1945–1989 folgen 5 Namen, darunter Paul Tippach |                                   |
|              | Treffurt                      | Erinnerungstafel Letzte Adresse für Heinz-Albin Baumbach (am 23. Oktober 1952 in Moskau erschossen) | Bergstraße 40                                                                                             | 980. (erste in Deutschland) Gedenktafel "Letzte Adresse" von Memorial (Menschenrechtsorganisation) – angebracht am 30. August 2019. |                                   |
|              | Treffurt                      | Erinnerungstafel an der ehemaligen Agentenschleuse | Werra-Unstrut-Radweg zwischen Wendehausen und Treffurt                                                    | |                                   |
|              | Treffurt                      | Gedenkstein zur Erinnerung an die Grenzöffnung | Rastplatz am Bahnhof Großburschla                                                                         | |                                   |
|              | Treffurt                      | Turm der Einheit | auf dem Heldrastein                                                                                       | |                                   |
|              | Treffurt                      | DreiKreiseStein | am Kolonnenweg und der 1952 eingestellten Bahnstrecke Mühlhausen-Treffurt                                 | | Grenze                            |
|              | Tüttleben                     | Gedenkstein für die Opfer politischer Justiz | Hauptstraße (B7)                                                                                          | |                                   |
|              | Untermaßfeld                  | Gedenktafel an der Justizvollzugsanstalt | Karl-Marx-Straße 8                                                                                        | |                                   |
|              | Unterweid                     | Gedenktafel für den geschleiften Hof „Hintere Mühle“ | Weg zwischen Unterweid und Kleinfischbach Hundsbach (Tann)                                                | |                                   |
|              | Unterwellenborn               | Ehemaliges DDR-Haftarbeitslager innerhalb der Ausstellung des Förderverein Schaudenkmal Gaszentrale Unterwellenborn e.V. | | |                                   |
|              | Vacha                         | Infotafeln am GrenzGedächtnisWeg. Brücke der Einheit | | zum ehemaligen Ort Heiligenroda (1974 eingeebnet), zu den Höfen Schwenge (1974 eingeebnet), zum Haus auf der Grenze (Vacha), zum Hof & Baugeschäft Gross (1973 ausgesiedelt und Anwesen eingeebnet), zum Gasthof „Sachsenheim“ (1971 eingeebnet), zum Hof Mosebach (1974 eingeebnet) | Grenze                            |
|              | Volkerode                     | Gedenktafel zur Erinnerung an die Grenzöffnung und Agentenschleuse | Kolonnenweg am Gobert                                                                                     | | Grenze                            |
|              | Weida                         | Gedenkstein für Alfred Walter (Weida) und die Verwundeten des Volksaufstands am 17. Juni 1953 | Aufgang zur Osterburg (Weida), Burgstraße                                                                 | |                                   |
|              | Wendehausen                   | Mahnmal Grenzturm | auf der höchsten Erhebung des Muschelkalkplateaus des Karnberges westlich der Wüstung Gut Scharfloh       | Ehemaliger Grenzturm. Erinnerung an Todesopfern des Grenzregimes und die Zwangsumsiedlungen | Grenze                            |
|              | Wendehausen                   | Grenzturm Karnberg | auf dem Karnberg nordwestlich des ehemaligen Vorwerkes Karnberg                                           | | Grenze                            |
|              | Zella-Mehlis                  | Gedenkstein deutsche Einheit | Rathausstraße                                                                                             | |                                   |
|              | Zeulenroda, Ortsteil Triebes  | Gedenkstein für vom NKWD hingerichtete Jugendliche | im Metschwald, an der Straße von Neuärgerniß nach Mehla                                                   | |                                   |
|              | Zeulenroda                    | Gedenktafel zur Erinnerung an die Opfer des Brückeneisturzes | Quingenberg, an der Stauseebrücke                                                                         | |                                   |

Zu den Grenzgedenkorten siehe auch Innerdeutsche Grenze